# Лебрен, Шарль-Франсуа
Шарль Франсуа́ Лебре́н (19 марта 1739 — 14 июня 1824) — французский политический деятель.
Был секретарем канцлера Мопу, вместе с которым подвергся опале при восшествии на престол Людовика XVI.
Был членом учредительного собрания; во время террора содержался в тюрьме, во время директории был членом совета старейшин, после 18 брюмера — третьим консулом.
С 1805 до 1806 гг. контролировал присоединение Лигурии к французской империи. Хотя он неодобрительно относился к Наполеоновской аристократии, в 1808 году принял титул герцога Пьяченцкого. Назначенный генерал-губернатором Голландии, правил мудро и умеренно, и был прозван «le bon Stadhouder».
После первого отречения Наполеона, Людовик XVIII сделал его пэром Франции. В течение Ста Дней, Лебрен принял должность великого магистра Парижского Университета и поэтому был лишен титула пэра после возвращения Бурбонов в 1815 году. Он пробыл три года в изгнании, затем (в 1819 году) был восстановлен в звании пэра.
Перевёл «Илиаду», «Одиссею» и «Освобожденный Иерусалим». Его «Memoires» были изданы посмертно в 1829 году. Сын — Анн Шарль Лебрен (1775—1859) — генерал, участник Наполеоновских войн.

## Образ в кино
- «Битва при Аустерлице» (Франция, Италия, Югославия, 1960) — актёр Луис Эймонд